# 神奈川県立二宮高等学校
神奈川県立二宮高等学校（かながわけんりつ にのみやこうとうがっこう）は、神奈川県中郡二宮町に所在する公立の高等学校。

## 設置学科
- 普通科

## 概要
傾斜地に建てられており、南側から見れば高台にあるように見えるが、北側の高さは並走する道路とほぼ同じ高さである。また、その影響でグラウンドは校舎などがある場所から階段で数十段下った場所にある。校舎が広く、迷いやすいため、さまざまな場所に案内板がある。

## 沿革
- 1978年（昭和53年） - 設立。当時は神奈川県立高校100校計画の推進中ということもあり、自校舎が完成しないうちから入学生を募集、平塚市の旧五領ヶ台高校（平塚市金目）の校舎を間借りする形でスタートした。開校時の職員は12名（校長・教頭が各1名、教員10名）、学生は185名であった。

## 部活動
運動部
- 弓道部
- 野球部
- テニス部
- ソフトテニス部
- 陸上競技部
- サッカー部
- 山岳部
- 水泳部
- ハンドボール部
- 卓球部
- 剣道部
- バドミントン部
- 男子バスケットボール部
- 女子バスケットボール部
- 男子バレーボール部
- 女子バレーボール部
- 柔道部
- ダンス部
- 空手同好会

文化部
- 相模人形部
- 科学部
- 美術部
- 軽音楽部
- 吹奏楽部
- 将棋部
- 写真部
- 茶道部
- 合唱部
- 演劇部
- アニメーション研究部
- 家庭科部
- 文芸同好会
- ボランティア同好会

### 主な実績
- 2011年（平成23年）6月25日 - サッカー部が全国高等学校総合体育大会サッカー大会神奈川県予選でベスト４入り[1]。
- 2012年（平成24年） - 女子バスケットボール部が神奈川県高等学校バスケットボール新人大会西相地区予選で準優勝[2]。

## 交通
出典 : 
| 乗車駅           | のりば | 系統                   | 下車停留所                      | 運行事業者 |
| ---------------- | ------ | ---------------------- | ------------------------------- | ---------- |
| JR東海道線二宮駅 | 1      | 秦60・秦91             | 「二宮高校入口」、徒歩5分       | ■神奈中    |
| JR東海道線二宮駅 | 1      | 二33・二35・二36       | 「団地中央」、徒歩5分           | ■神奈中    |
| JR東海道線二宮駅 | 2      | 二34・二37・二44・二45 | 「緑が丘・二宮高校前」、徒歩3分 | ■神奈中    |
| 小田急線秦野駅   | 南口1  | 秦70                   | 「西谷戸橋」、徒歩9分           | ■神奈中    |

| 最寄駅         | 徒歩所要時間 |
| -------------- | ------------ |
| 東海道線二宮駅 | 25分         |